# Bretonische Regierung
Le Bretonische Regierung (en allemand : « Gouvernement breton ») est le « gouvernement en exil » formé en mai 1940 par des nationalistes bretons ayant fui la France à la déclaration de guerre de septembre 1939.

## Historique

### Origine
Le Bretonische Regierung est un projet porté par Olier Mordrel.
Mordrel est rejoint par François Debeauvais qui refuse la mobilisation en 1939 et se réfugie en Allemagne où il fait de la propagande contre la France,,.

### Fondation
Le Bretonische Regierung est proclamé à Berlin par Olier Mordrel en mai 1940.

### Bataille de France
Après la bataille de France, Mordrel et Debauvais rentre en Bretagne.

## Activités

### État breton
Ils espèrent obtenir des autorités nazies l’indépendance et la reconnaissance d’un État breton dans la « Nouvelle Europe » hitlérienne.
Selon Olier Mordrel : « L'Allemagne avait choisi de stabiliser l’État français en négociant avec le régime du Maréchal Pétain. L'administration française restait par ailleurs massivement jacobine et s'avéra anti-autonomiste ».

### Libération de prisonniers
Des membres du Bretonische Regierung font la tournée des camps de prisonniers de guerre : ils promettent la libération à ceux qui accepteraient de soutenir leur cause. D'après Hervé Le Boterf, l'accueil dans le camp de Luckenwalde est enthousiaste. Nombreux sont les Bretons qui refusent cette offre s’en prenant parfois aux chefs séparatistes. Pour rentrer chez eux, entre 300 et 600 prisonniers au maximum acceptent ce marché, la plupart s’évaporant dans la nature à la première occasion.